# 大邑县
大邑县是中国四川省成都市下辖的一个县。面积1548平方公里，人口约52万人。县人民政府驻晋原镇。
大地主刘文彩，军阀刘文辉的旧居——大邑刘氏庄园位于大邑安仁镇。著名旅游胜地西岭雪山地处大邑县境内。中国道教的发源地—鹤鸣山也位于大邑县。其它的旅游景点还有花水湾温泉渡假区、藥師岩摩崖造像、以抗战文物著称的全国最大的私人博物馆—建川博物馆等。
大邑县属亚热带湿润季风气候区，幅员面积1284平方公里，拥有西岭雪山、刘氏庄园博物馆、新场古镇、花水湾温泉、建川博物馆等景点，享有亚洲十大自然生态旅游休闲名县、国家级生态示范县、全国平原绿化先进县等称号。
2019年1月，大邑县荣获2018年度四川省“三农”工作先进县荣誉称号。

## 区位
大邑位于成都西郊，距市中心约35公里，成温邛高速公路、川西旅游环线、大双旅游快速通道等过境。

## 人口
2020年末，根据成都市第七次全国人口普查公报显示：大邑县常住人口为515962人，男性人口占比49.94%，女性人口占比50.06%，年龄结构中0-14岁占比12.45%，15-59岁占比63.5%，60岁以上占比24.05%，65岁以上占比19.39%。
2017年末，全县户籍人口为51.15万人。

## 行政区划
大邑县下辖3个街道办事处、8个镇：
晋原街道、沙渠街道、青霞街道、王泗镇、新场镇、悦来镇、安仁镇、䢺江镇、花水湾镇、西岭镇和鹤鸣镇。

## 文物保护单位

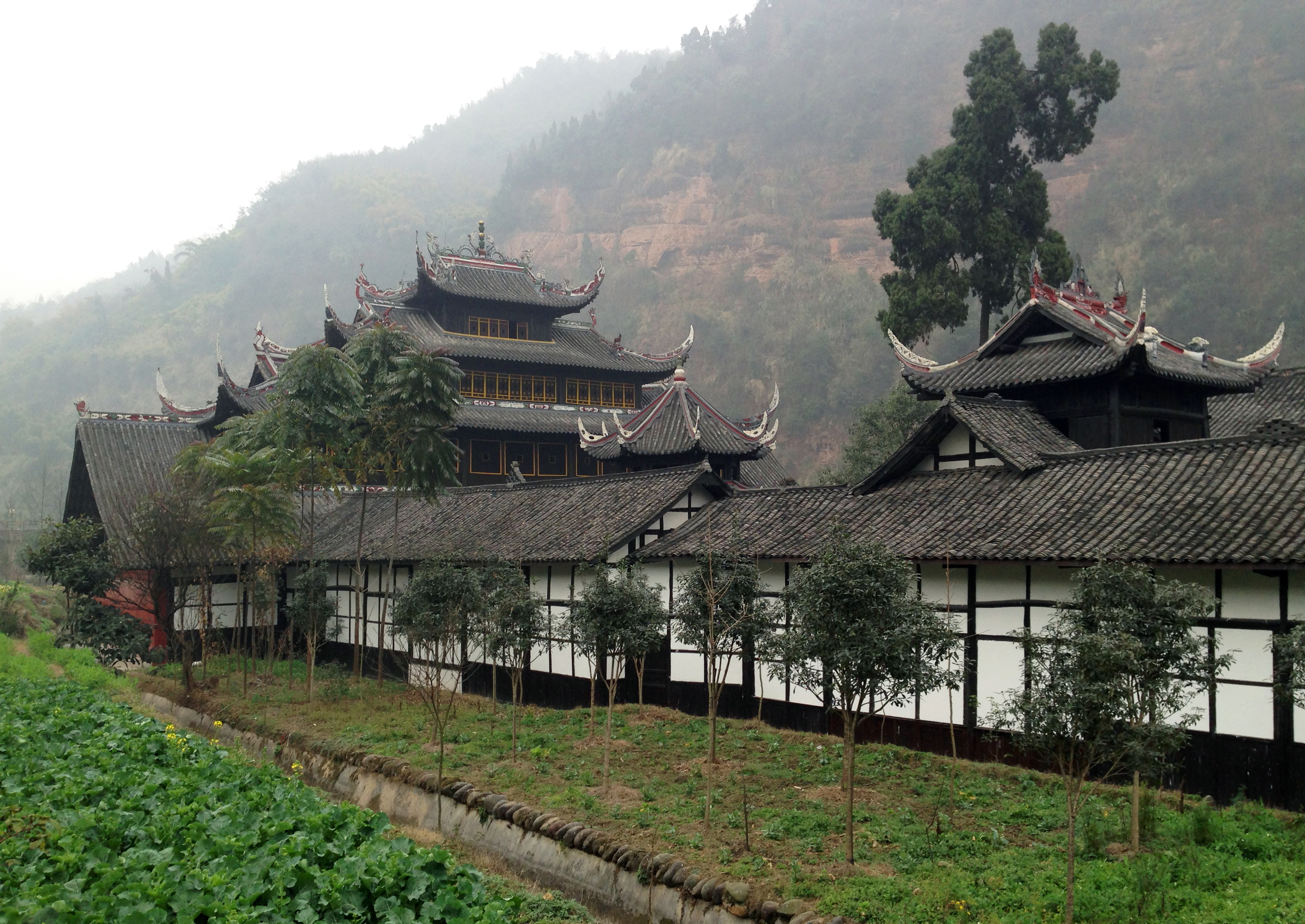
新场川王宫，是大邑县3处全国重点文物保护单位之一

全国重点文物保护单位3处：刘氏庄园、新场川王宫、高山古城遗址。
省级文物保护单位9处：药师岩摩崖造像、赵子龙祠墓、鹤鸣山道教遗址、雾中山佛教遗址、刘元瑄公馆、刘湘公馆、盐店古城、新场李氏民居、新场陈家大院。

## 特产
大邑榨菜、大邑金蜜李：中国地理标志产品。